# Schraberg
Schraberg ist zusammen mit dem Bereich Dellbusch ein größerer Ortsteil im Norden der bergischen Großstadt Wuppertal. Die Siedlung entwickelte sich aus einem historischen Wohnplatz der Gennebrecker Bauerschaft.

## Lage und Beschreibung
Die Siedlung befindet sich im Nordwesten des Wohnquartiers Nächstebreck-West im Stadtbezirk Oberbarmen unmittelbar an der Stadtgrenze zu Sprockhövel auf einer Höhe von 300 m ü. NHN. 
Der heutige, hauptsächlich aus Ein- und Mehrfamilienhäusern in lockerer Bebauung mit Gärten bestehende Siedlungsbereich liegt zwischen der Landesstraße L432 (Einern) im Norden, nach Erweiterung um den Bereich Dellbusch der Landesstraße L891 (Gennebrecker Straße) im Osten, der Bundesautobahn A46 im Süden und dem Gelände der Grundschule Haselrain im Westen. Die Straßen Schraberg und Dellbusch binden die Siedlung an die Hauptverkehrswege an.
Weitere benachbarte Ortslagen, Hofschaften und Wohnplätze sind Huxel, Schaumlöffel, Winkelstraße, Kreuzkotten, Winkelmann, Einern, Stahlsberg, Stahlsburg, Reppkotten, Lehmkuhle und Haarhausen. Die frühere Ortslage Sternenberg ist im Rahmen des Autobahnbaus der BAB 46 abgegangen und entstand 300 Meter nördlich neu.
Bei Schraberg entspringt die Schellenbeck.

## Geschichte
Der ursprüngliche Wohnplatz Schraberg, im 19. Jahrhundert bestehend aus zwei Gebäuden, befand sich an der Straße Einern in Höhe der Hausnummer 66 ⊙.
Der Ort gehörte bis 1807 der Gennebrecker Bauerschaft innerhalb des Hochgerichts und der Rezeptur Schwelm des Amts Wetter in der Grafschaft Mark an. Von 1807 bis 1814 war Schraberg aufgrund der napoleonischen Kommunalreformen im Großherzogtum Berg Teil der Landgemeinde Gennebreck innerhalb der neu gegründeten Mairie Hasslinghausen im Arrondissement Hagen, die nach dem Zusammenbruch der napoleonischen Administration nun der Bürgermeisterei Haßlinghausen (ab 1844 Amt Haßlinghausen) im Landkreis Hagen (ab 1897 Kreis Schwelm, ab 1929 Ennepe-Ruhr-Kreis) angehörte.
Der Ort ist auf der Preußischen Uraufnahme von 1843 unbeschriftet, auf dem Wuppertaler Stadtplan von 1930 als Schraberg eingezeichnet.
Das Gemeindelexikon für die Provinz Westfalen gibt 1885 für Schraberg eine Zahl von 15 Einwohnern an, die in einem Wohnhaus lebten.  1895 besitzt der Ort ein Wohnhaus mit 17 Einwohnern, 1905 zählt der Ort ein Wohnhaus und 14 Einwohner.
Mit der Kommunalreform von 1929 wurde der südliche Teil von Gennebreck um Schraberg abgespalten und in die neu gegründete Stadt Wuppertal eingemeindet.
Ab den 1930er Jahren begann der Siedlungsbau südlich des Wohnplatzes auf freiem Feld und in einem gerodeten Wald, der sich im Laufe der Zeit zur heutigen Wohnsiedlung verdichtete. In den 1970er Jahren kam der Bereich Dellbusch hinzu.